# Loredana Toma
Loredana Elena Toma (10 de mayo de 1995) es una deportista rumana que compite en halterofilia.
Ganó tres medallas en el Campeonato Mundial de Halterofilia entre los años 2017 y 2022, y ocho medallas en el Campeonato Europeo de Halterofilia entre los años 2013 y 2024.

## Palmarés internacional
| Campeonato Mundial | Campeonato Mundial       | Campeonato Mundial | Campeonato Mundial |
| Año                | Lugar                    | Medalla            | Categoría          |
| ------------------ | ------------------------ | ------------------ | ------------------ |
| 2017               | Anaheim (Estados Unidos) | Medalla de oro     | 63 kg              |
| 2019               | Pattaya (Tailandia)      | Medalla de bronce  | 64 kg              |
| 2022               | Bogotá (Colombia)        | Medalla de oro     | 71 kg              |
| Campeonato Europeo |                          |                    |                    |
| Año                | Lugar                    | Medalla            | Categoría          |
| 2013               | Tirana (Albania)         | Medalla de plata   | 58 kg              |
| 2014               | Tel Aviv (Israel)        | Medalla de plata   | 58 kg              |
| 2017               | Split (Croacia)          | Medalla de oro     | 63 kg              |
| 2018               | Bucarest (Rumania)       | Medalla de oro     | 63 kg              |
| 2019               | Batumi (Georgia)         | Medalla de oro     | 64 kg              |
| 2021               | Moscú (Rusia)            | Medalla de oro     | 64 kg              |
| 2023               | Ereván (Armenia)         | Medalla de oro     | 71 kg              |
| 2024               | Sofía (Bulgaria)         | Medalla de oro     | 71 kg              |